# Boris Jewsejewitsch Skwirski
Boris Jewsejewitsch Skwirski (russisch Борис Евсеевич Сквирский; * 1887 in Odessa; † 30. Juli 1941) war ein sowjetischer Botschafter.

## Leben
Boris Skwirski war Mitglied der revolutionären Bewegung in der Fernöstlichen Republik und wurde dort 1920 stellvertretender Außenminister. 1921 kam er als Delegierter zur Washingtoner Flottenkonferenz nach Washington, D.C.
Das Außenministerium der Vereinigten Staaten hatte am 4. Juli 1917 Boris Bachmetjew als außerordentlichen Botschafter und Bevollmächtigten der Regierung von Alexander Fjodorowitsch Kerenski akkreditiert. Die Bolschewiki hatten in Russland 1917 industrielle Produktionsmittel verstaatlicht, dabei wurde Eigentum von Globalen Unternehmen, an denen US-Bürger beteiligt waren, entschädigungslos enteignet. Serge Ughet fungierte ab Juli 1922 als Wirtschafts-Attaché. Die US-Regierungen erkannte – nach diesen beispiellosen Verlust an Investitionsschutz – die Regierung der Bolschewiki nicht an, sondern versuchte sie zu destabilisieren, indem sie unter anderem die Polar Bear Expedition, Interventionstruppen in den russischen Bürgerkrieg entsandte.
Boris Skwirski eröffnete 1922 eine Meile vom Weißen Haus entfernt, in einem bescheidenen Backsteingebäude in der Massachusetts Avenue in Washington D.C., das Soviet Russian Information Bureau.
Als Antwort auf die aggressive Politik Japans in Asien suchte die Regierung von Franklin D. Roosevelt Verbündete und gab die Politik der Nichtanerkennung der Sowjetunion auf. Am 22. November 1933 wurde Skwirsky als sowjetischer Geschäftsträger für die USA bei der Regierung von Franklin D. Roosevelt akkreditiert.
Am 8. Januar 1934 wurde Skwirski von Alexander Antonowitsch Trojanowski abgelöst, welcher von 14. November 1927 bis 24. Januar 1933 Botschafter der Sowjetunion bei Hirohito war.
Skwirski war vom 16. April 1936 bis 1937 Botschafter der Sowjetunion in Afghanistan. Anschließend leitete er das Staatsunternehmen „Мединструмент“, das medizinische Hilfsmittel produzierte.
Skwirski wurde während der Stalinschen Säuberungen am 15. Juli 1938 verhaftet und drei Jahre später erschossen. 1955 wurde er postum rehabilitiert.